# 礪波站
礪波站 （日语：／ Tonami eki */?）是隸屬於西日本旅客鐵道（JR西日本）城端線的鐵路車站，座落於富山縣礪波市，是該市的中心車站。也是城端線內繼高岡及新高岡後，第三最多人使用的車站，2017年度錄得的日均客量有1,182人次。本站是觀光列車「瑰麗山海號」的停靠站。另外，自2010年起，每逢「礪波鬱金香博覧會」期間的5月3日至5月5日（每年這三天都是日本法定公眾假期，都會特別加開快速列車「鬱金香號」（チューリップ号）由高岡站駛至本站

## 車站構造

### 站房

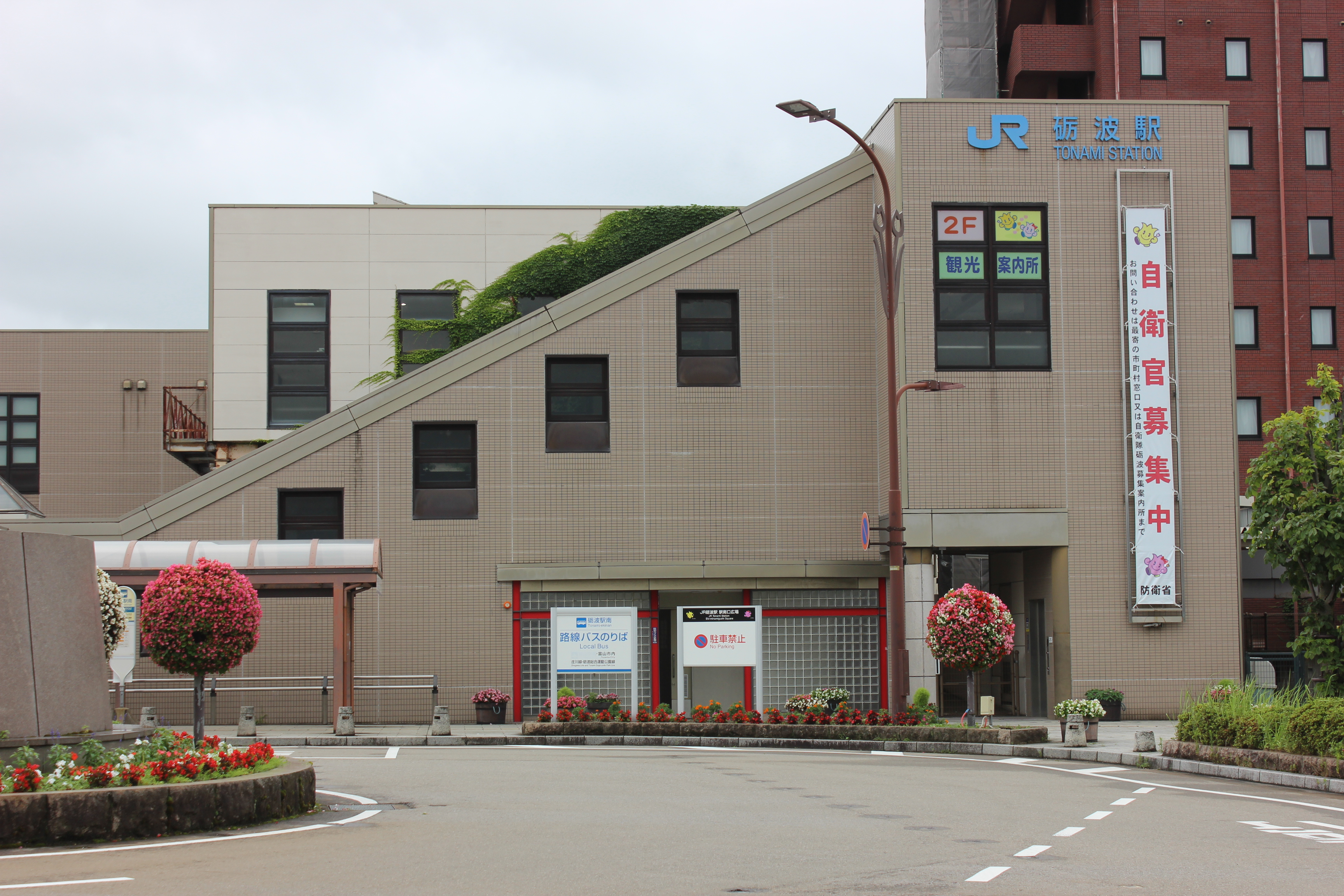
礪波站南口（2020年7月）

現時使用的站房為1998年重建，是富山縣內首個採用橋上車站模式設計，所有車站設施圴設於天橋上，包括正中央附設綠窗口的站務室、自動售票機及開放式閘口；售票機旁則設有自動售賣機，原本亦設有KIOSK，但早年已結業，並用作放置觀光資料架。站務室對面則為南北自由通道、休憩及候車區，而近北口方向的空間則為礪波市觀光中心，除提供旅遊資訊外，亦兼售賣本地土產及紀念品。至於南北兩邊出口均可使用樓梯或升降機連接車站和地面。洗手間位於北口地下後方。

### 月台配置
設有側式月台2個，能提供2線2面的配置、其中下行月台末端另有側線，是過往用作停靠貨物車廂之用，現時已不使用。
有限長度可達6輛，但現時行駛的列車最多只為2輛或4輛，因此只會使用月台中央部份上落。這部份月台亦設有上蓋及候車座位，其餘部份為露天部份。此外部份月台站牌採用配合瑰麗山海號列車的特色站牌，背景以礪波市的市花鬱金香為主調。
| 月台 | 路線    | 方向 | 目的地                              | 備註                     |
| ---- | ------- | ---- | ----------------------------------- | ------------------------ |
| 1    | ■城端線 | 上行 | 高岡、經■愛之風富山鐵道線往富山方向 | 直通富山的列車於假日停開 |
| 2    | ■城端線 | 下行 | 城端方向                            |                          |

## 歷史
- 1897年5月4日：中越鐵道黑田臨時站（即現時新高岡站附近）～福野站開業，本站為中途站，稱為「出町站」，同時兼辦客運及貨運事宜[5][6]。
- 1910年：站房改建[7]。
- 1920年9月1日：中越鐵道國有化，改為鐵道省管理，路線改為國鐵「中越線」[8]。
- 1942年8月1日：線路改稱「城端線」[9]。
- 1954年11月10日：改稱為「礪波站」[10]。
- 1958年3月：站房再改建，為佔地246平方米的水泥站房[11][12]。
- 1974年10月1日：修訂營業範圍，定義為客運、手提貨物及貨運列車提取車站[13]。
- 1980年9月25日：修訂營業範圍，取消貨運列車提取服務[14]。
- 1985年3月14日：修訂營業範圍，取消手提貨物提取服務[15]。
- 1987年：

- 3月31日：修訂營業範圍，增設手提貨物提取服務（但只限報紙）。
- 4月1日：日本國鐵分割民營化，車站的營運由JR西日本繼承。

- 1998年：

- 2月5日：站房第三度改建，成為縣內首個橋上車站。
- 4月7日：站房周邊整備事業完工。

## 利用狀況
| 年度   | 1日平均上落人數 |
| ------ | --------------- |
| 1995年 | 1,509           |
| 1996年 | 1,474           |
| 1997年 | 1,344           |
| 1998年 | 1,328           |
| 1999年 | 1,310           |
| 2000年 | 1,331           |
| 2001年 | 1,246           |
| 2002年 | 1,225           |
| 2003年 | 1,166           |
| 2004年 | 1,168           |
| 2005年 | 1,127           |
| 2006年 | 1,106           |
| 2007年 | 1,075           |
| 2008年 | 1,074           |
| 2009年 | 1,006           |
| 2010年 | 989             |
| 2011年 | 1,026           |
| 2012年 | 1,079           |
| 2013年 | 1,130           |
| 2014年 | 1,079           |
| 2015年 | 1,189           |
| 2016年 | 1,125           |
| 2017年 | 1,182           |

## 相鄰車站
西日本旅客鐵道
■城端線
■觀光列車「瑰麗山海號」
新高岡 － 礪波 － 福野
■臨時快速「鬱金香號」（只限3/5-5/5）
新高岡 － 礪波
■普通列車
油田 － 礪波 － 東野尻

## 外部連結
- JR西日本礪波站公式網頁。 （页面存档备份，存于）（日語）